# Miriana Conte
Miriana Conte (Qormi, 17 dicembre 2000) è una cantante maltese.
Ha rappresentato Malta all'Eurovision Song Contest 2025 con il brano Serving, classificandosi al diciassettesimo posto.

## Biografia
Di origini italiane da parte di padre, nel 2016 ha pubblicato il singolo di debutto Don't Look Down con cui ha partecipato partecipato al Malta Eurovision Song Contest 2017, la selezione maltese per l'Eurovision Song Contest, classificandosi all'ultimo posto. Ha partecipato nuovamente alla manifestazione l'anno seguente, arrivando dodicesima su sedici partecipanti.
Nel 2019 ha fondato il girl group 4th Line, con cui ha partecipato all'edizione inaugurale di X Factor Malta e, dopo aver superato le fasi iniziali con successo, la formazione viene eliminata durante la seconda puntata della fase live. Dopo l'abbandono dal gruppo per riprendere una carriera da solista, la Conte ha partecipato nuovamente a X Factor Malta, vendendo eliminata alla fase delle Six Chairs.
Dopo l'esperienza del talent, ha riprovato a rappresentare l'isola all'Eurovision Song Contest in altre occasioni come solista nel 2022 e nel 2024. Nel 2025, prende parte ancora una volta al Malta Eurovision Song Contest con il brano Kant. Dopo aver superato le semifinali ha avuto accesso alla serata finale, nella quale è stata proclamata vincitrice del programma arrivando seconda nel voto delle giurie ma vincendo il televoto, trionfando così nella manifestazione canora e guadagnandosi l'onore di rappresentare l'arcipelago all'Eurovision Song Contest 2025 a Basilea. Superata la seconda semifinale del 15 maggio, dove si è esibita in una versione rivisitata del brano dal titolo Serving, ha preso parte alla finale eurovisiva del 17 maggio, dove il suo brano si è classificato 17º su 26 partecipanti, totalizzando 91 punti.

## Vita privata
Nel 2023 le è stato diagnosticato un disturbo da deficit di attenzione/iperattività (ADHD). È apertamente queer, ed è in una relazione con la calciatrice della nazionale femminile maltese Jade Flask.
Il 9 febbraio 2025, il giorno dopo la vittoria al Malta Eurovision Song Contest, è stata coinvolta in un incidente stradale a Żebbuġ.

## Discografia

### Singoli
- 2017 – Don't Look Down
- 2018 – Rocket
- 2022 – Look What You've Done Now
- 2024 – Venom
- 2025 – Kant
- 2025 – Għajjejt (i8)